# 606 Brangäne
606 Brangäne eller 1906 VB är en asteroid i huvudbältet, som upptäcktes 18 september 1906 av den tyska astronomen August Kopff i Heidelberg. Den har fått sitt namn efter Brangäne i Richard Wagners opera Tristan och Isolde.
Asteroiden har en diameter på ungefär 35 kilometer och den tillhör asteroidgruppen Brangäne.